# Tenneco Automotive Grand Prix of Detroit 2000
Tenneco Automotive Grand Prix of Detroit 2000 var den sjunde deltävlingen i CART World Series 2000. Racet kördes den 18 juni i Belle Isle Park i Detroit, Michigan.

## Tävlingen
Hélio Castroneves tog sin första seger i CART, sedan han haft bra fart under hela helgen, och undvikit misstag på tävlingsdagen. Segern var Marlboro Team Penskes första på en konventionell racerbana sedan Al Unser Jr. vann i Vancouver 1995. Max Papis blev tvåa i racet, men den stora överraskningen var nykomlingen Oriol Serviàs framfart, som renderade i en tredjeplats och den första pallplatsen i karriären. Jimmy Vasser tog sig upp som tvåa i mästerskapet, genom att köra ett stabilt race till en sjundeplats, medan de två ledarna innan tävlingen hade det tyngre. Mästerskapsledaren Paul Tracy blev stående länge i depån med problem, och klassificerades som tjugonde man, medan Roberto Moreno kraschade med en fjärdedel av racet kvar att köra och slutade 17:e. Noterbart var också att Juan Pablo Montoya och Dario Franchitti satte samma tid i kampen om pole position, och Montoya fick platsen för att han satte 1.13,056 tidigare än Franchitti.

## Slutresultat
| Plats | Förare               | Team                     | Grid | Kvaltid  |
| ----- | -------------------- | ------------------------ | ---- | -------- |
| 1     | Hélio Castroneves    | Marlboro Team Penske     | 3    | 1.13,215 |
| 2     | Max Papis            | Team Rahal               | 5    | 1.13,529 |
| 3     | Oriol Servià         | PPI Motorsports          | 12   | 1.14,777 |
| 4     | Dario Franchitti     | Team KOOL Green          | 2    | 1.13,056 |
| 5     | Patrick Carpentier   | Forsythe Racing          | 9    | 1.14,323 |
| 6     | Alex Tagliani        | Forsythe Racing          | 14   | 1.14,842 |
| 7     | Jimmy Vasser         | Chip Ganassi Racing      | 17   | 1.14,882 |
| 8     | Michel Jourdain Jr.  | Bettenhausen Motorsports | 16   | 1.14,874 |
| 9     | Gil de Ferran        | Marlboro Team Penske     | 4    | 1.13,350 |
| 10    | Tarso Marques        | Dale Coyne Racing        | 21   | 1.16,426 |
| 11    | Mark Blundell        | PacWest Racing           | 15   | 1.14,856 |
| 12    | Takuya Kurosawa      | Dale Coyne Racing        | 23   | 1.16,475 |
| 13    | Michael Andretti     | Newman/Haas Racing       | 11   | 1.14,751 |
| 14    | Norberto Fontana     | Della Penna Motorsports  | 20   | 1.15,466 |
| 15    | Shinji Nakano        | Walker Racing            | 22   | 1.16,473 |
| 16    | Maurício Gugelmin    | PacWest Racing           | 18   | 1.14,901 |
| 17    | Roberto Moreno       | Patrick Racing           | 10   | 1.14,535 |
| 18    | Juan Pablo Montoya   | Chip Ganassi Racing      | 1    | 1.13,056 |
| 19    | Christian Fittipaldi | Newman/Haas Racing       | 8    | 1.14,093 |
| 20    | Paul Tracy           | Team KOOL Green          | 19   | 1.15,159 |
| 21    | Adrián Fernández     | Patrick Racing           | 13   | 1.14,831 |
| 22    | Luiz Garcia Jr.      | Arciero Racing           | 24   | 1.17,105 |
| 23    | Cristiano da Matta   | PPI Motorsports          | 6    | 1.13,576 |
| 24    | Kenny Bräck          | Team Rahal               | 7    | 1.13,589 |